# TKh

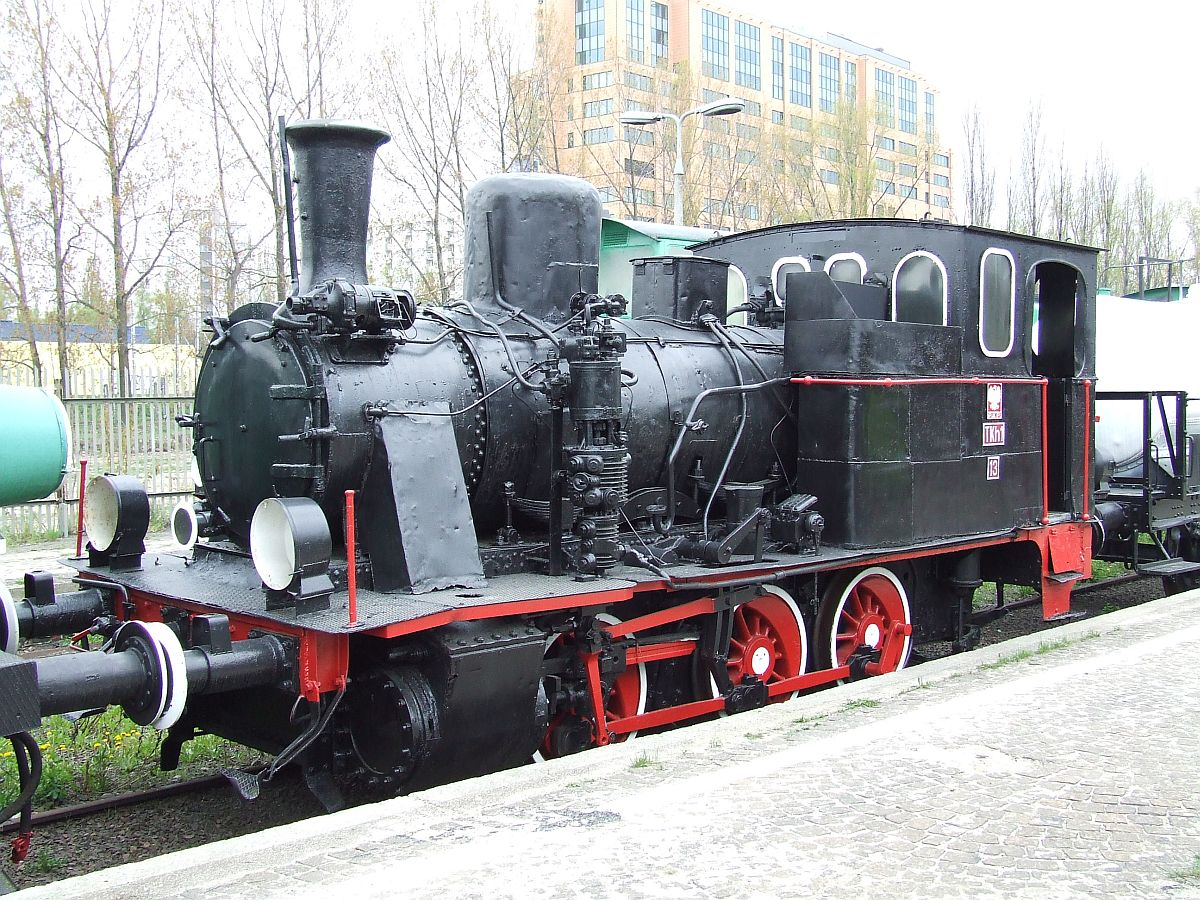
TKh nr 9336 produkcji niemieckiej w Muzeum Kolejnictwa w Warszawie

TKh - stosowane w Polsce oznaczenie parowozów – tendrzaków o układzie osi C. Stanowi część oznaczeń lokomotyw PKP (np. TKh1), a także używane bywa na oznaczenie różnych tendrzaków o układzie osi C na kolejach przemysłowych. Najliczniejsza seria używanych w Polsce lokomotyw oznaczanych TKh to budowany w Fabryce Lokomotyw w Chrzanowie (Fablok) parowóz "Ferrum". 